# Musée d'histoire naturelle de Finlande

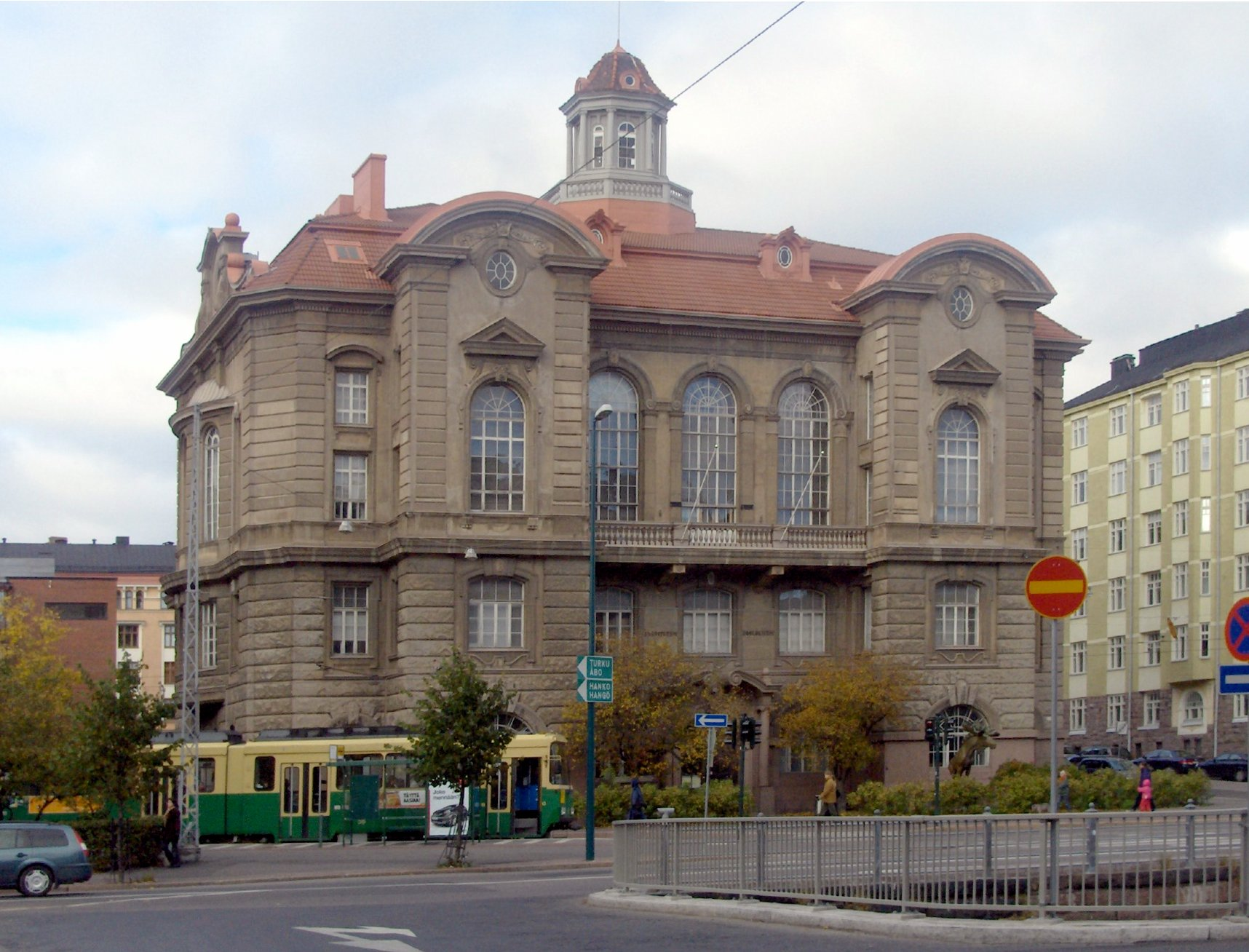
Bâtiment du musée zoologique de Finlande.

Le Luonnontieteellinen keskusmuseo (littéralement en français Musée central des sciences de la nature) est le Musée national d'histoire naturelle de Finlande. Il est basé dans la capitale Helsinki et dépend de l'Université d'Helsinki.
Avec le musée national d'art et le musée national d'histoire, c'est l'un des trois musées de Finlande à avoir le statut de musée national.

## Organisation
Le musée d'histoire naturelle de Finlande ne se situe pas en un endroit unique, mais regroupe en des lieux différents plusieurs collections et musées.

### Lemusée zoologique de Finlande
C'est le plus connu, il est situé en centre ville dans le quartier de Kamppi.

### Le musée botanique de Finlande
Il se situe en centre ville, dans le quartier de Kaisaniemi. Il s'occupe également de la gestion des deux jardins botaniques nationaux, où 5 601 espèces sont cultivées. Il contient plus de 3,1 millions d'échantillons de végétaux et de champignons, et ce nombre croît de 25 000 chaque année en moyenne. Le musée possède peu d'exemplaires collectés avant le milieu du XIXe siècle, les herbiers de l'Académie royale de Turku, l'ancêtre de l'université d'Helsinki, ayant été détruits lors du grand incendie qui ravagea Turku en 1827. Le musée et les jardins botaniques, ou ce qu'il en restaient, déménagèrent à Helsinki (Helsingfors à l'époque) en 1829. La Guerre de Continuation fut également un moment dramatique de l'histoire du musée, avec la destruction totale des serres du jardin botanique par un bombardement soviétique en février 1944.

### Le musée géologique de Finlande
Il est également situé en plein centre ville.  Il regroupe à la fois la géologie et la paléozoologie. On y trouve 35 000 échantillons de roche, 500 météorites et plus de 6 000 fossiles. Les plus anciennes collections datent du début du XIXe siècle, étant issues de la collection du gouverneur général Fabian Steinheil (1762-1831).

### Recherche
Des institutions de recherche sont également rattachées administrativement au Musée. Il s'agit du laboratoire de datation, du département de taxidermie et du projet Luomus de recensement et de suivi de la biodiversité.